# Pieter Coecke van Aelst
Pieter Coecke van Aelst (Aalst, 14 augustus 1502 - Brussel, 6 december 1550) was een Brabantse schilder, beeldhouwer (van de reus Druon Antigoon voor de Antwerpse ommegang), prentkunstenaar, architect, auteur, ontwerper van goudsmeedwerk en tekenaar. Ook ontwierp hij wandtapijten en werkte hij met gebrandschilderd glas. Pieter Coecke van Aelst mag niet verward worden met Pieter van Aelst (ook bekend onder de naam Pieter van Edingen), een belangrijk tapijtwever.

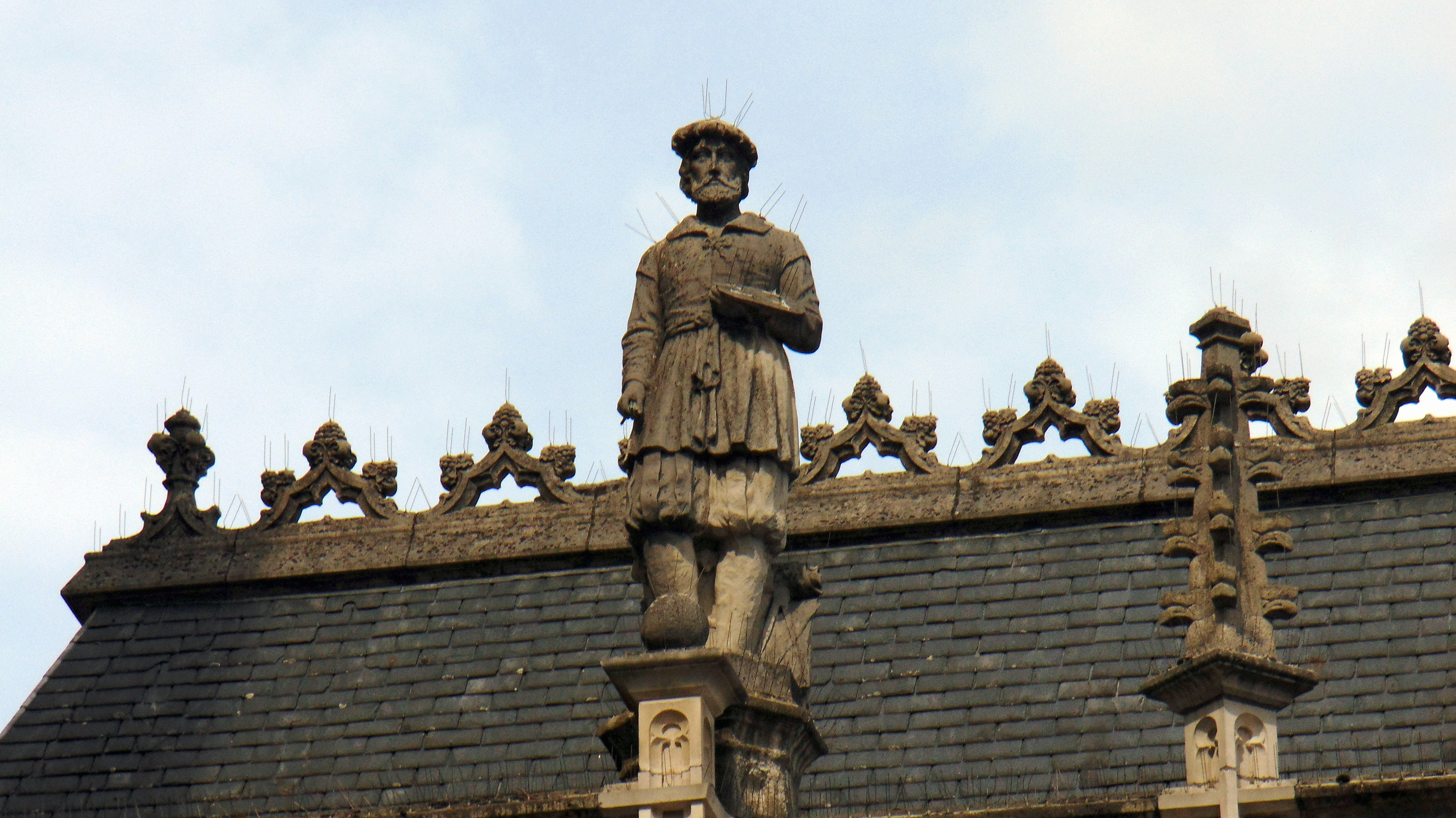
Standbeeld van Pieter Coecke van Aelst op het gebiedshuisje dat verbonden is aan het schepenhuis van Aalst.

## Levensloop

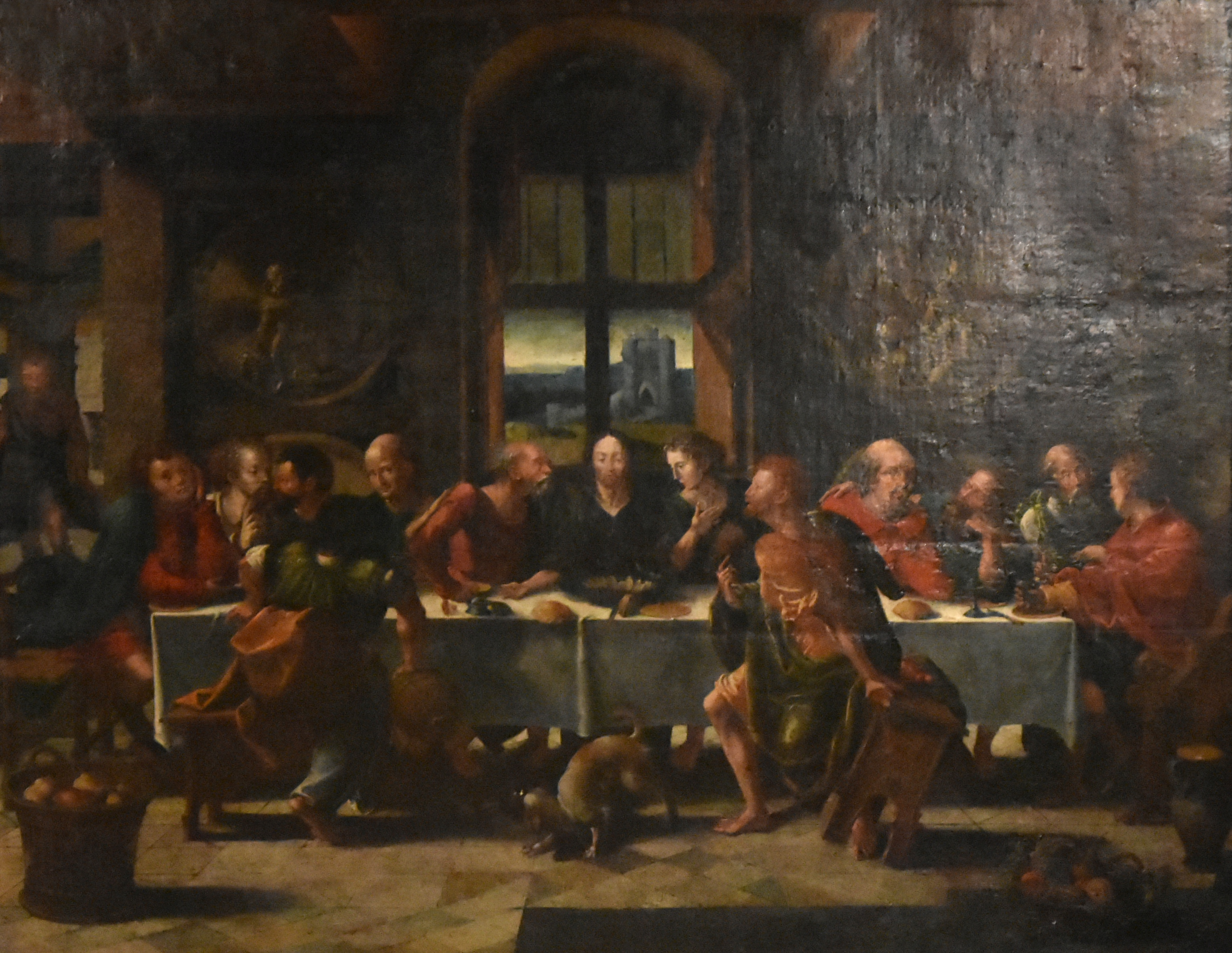
Het Laatste Avondmaal in het Musée Rolin

Hij was waarschijnlijk van 1517 tot 1521 leerling van Bernard van Orley in Brussel. Pieter Coecke maakte midden jaren 20 een reis naar Italië, waar hij kennis maakte met de Italiaanse renaissancekunst. In 1525 keerde hij terug naar de Nederlanden. 
Na 1521 heeft hij gewerkt in het atelier van Jan van Dornicke (mogelijk dezelfde schilder als de Meester van 1518) in Antwerpen, waarna hij diens dochter Anna van Doornicke trouwde. Het atelier was gevestigd in de Lombardenvest in Antwerpen, een straat vol drukkers, boekbinders en prentenmakers. Zij kregen twee kinderen. In 1527 stierf Jan van Dornicke en werd Pieter Coecke lid van het Antwerpse Sint-Lucasgilde. Coeckes vrouw, Anna van Doornicke, overleed kort daarop. Hierna kreeg hij een verhouding met Antonia van Sant en kreeg twee kinderen met haar (Pauwel en Antonia), maar trouwde niet. In 1533 vertrok hij voor een jaar naar Constantinopel om zakenrelaties te verwerven voor zijn wandtapijten of relaties aan te gaan met de Sultan in opdracht van keizer Karel. Het jaar daarna werd hij benoemd als " Schilder van de Keizer " . In 1537 hertrouwde hij met Mayken Verhulst uit Mechelen . Ze kregen drie kinderen, onder wie een dochter Mayken. De dochter zou later met Pieter Brueghel de Oude trouwen.
Coecke zette in 1544 een tweede atelier op in Brussel; daar maakte hij onder andere zijn zeer grote kartons voor de wandtapijten die in Brusselse ateliers werden uitgevoerd. Een van die kartons is bewaard gebleven en recent helemaal gerestaureerd en is nu te bezichtigen in het Broodhuis op de Oude Markt in Brussel. Pieter Brueghel de Oude was zijn leerling van 1545 tot 1550 en trouwde in 1563 Pieter Coeckes dochter Mayken. Hierover werd door Karel van Mander 50 jaar later een anekdote geschreven: Brueghel zou tijdens zijn kost en inwoon bij zijn leermeester Pieter Coecke regelmatig met de toen nog kleine Mayken, zijn latere echtgenote, op de arm hebben rondgelopen. Er is ook verondersteld dat de hand van Brueghel - die zich in eerste instantie voornamelijk als landschapskunstenaar ontwikkelde - terug te vinden zou kunnen zijn in de geschilderde landschappen in de achtergronden van werken van zijn leermeester of achterkanten van zijpanelen van triptieken. Andere leerlingen waren Willem Key, Nicolas de Neufchâtel, en zijn eigen zonen Pieter II, Michiel en Pauwels.
Coecke heeft een belangrijke bijdrage geleverd aan het verspreiden van de renaissance naar het Noorden met zijn werken, maar ook door zijn boeken. Hij vertaalde Sebastiano Serlio's Libri d'architettura dat in 1539 werd gepubliceerd zowel in het Nederlands als in het Frans. Hans Vredeman de Vries fungeerde als zijn heraut.
Pieter Coecke werd vanaf 1534 reeds benoemd als "Schilder van de Keizer",  maar vlak voor zijn dood in 1550 werd hij nog hofschilder van keizer Karel V.

## Werk
George Marlier schreef in 1966 de oeuvrecatalogus van Pieter Coecke. Hij vond een 85-tal schilderijen terug die aan hem kunnen worden toegeschreven. Daarnaast vond hij ook 31 schilderijen van het Laatste Avondmaal. De houdingen van de 12 apostelen zijn beïnvloed door een gravure van Albrecht Dürer. Enkele van zijn schilderijen hangen in Brussel, Leuven (Museum M), Oldenzaal, Madrid (Prado) en Teruel. Ook aan hem toegeschreven is het ontwerp van een serie tapijten met voorstellingen die geïnspireerd zijn op werk van de schilder Jheronimus Bosch, die een generatie voor hem leefde. Deze serie werd uitgevoerd door een onbekend Brussels atelier en is te herkennen aan het classicistisch kader waarin de voorstellingen geplaatst zijn. De serie moet ontworpen zijn voor 1542, want dat jaar worden vijf tapijten ‘des devys de Hieronyme’ genoemd in de verzameling van Frans I van Frankrijk. Na zijn dood werd de serie nog enkele keren uitgevoerd; bijvoorbeeld in 1566 voor Antoine Perrenot de Granvelle en in 1567-1568 voor de hertog van Alva. Omstreeks 1568 werd van Lamoraal van Egmont een Bosch-serie, waaronder De triomf van de Zeven Hoofdzonden, in beslag genomen en geschonken aan Filips II van Spanje. In het Koninklijk Paleis in Madrid bevindt zich tegenwoordig voor zover bekend de meest complete verzameling wandtapijten naar Bosch.
In het Prado hangt het paneeltje De verzoeking van de Heilige Antonius met op de achtergrond een brandende stad, monsters en andere elementen afgeleid van Bosch. Toch zijn de figuren van de heilige Antonius, de heks en de naakte vrouw door Coecke geschilderd in de nieuwe Italiaanse renaissancestijl. Het schilderijtje is van 1543-1550, de periode waarin Brueghel een leerling was van Coecke. Brueghel moet dat schilderij zeker gezien hebben of misschien zelf de achtergrond van geschilderd hebben. Een tiental jaar later schilderde Brueghel helemaal in dezelfde sfeer de Dulle Griet. 
Een jeugdwerk van Pieter Coecke werd verkocht bij Sotheby's in New York voor een recordbedrag van $3.200.000. Het is een triptiek met de Aanbidding der Wijzen, waar zowel de invloed van Dürer (Aanbidding der Wijzen uit 1504), als van Jan Mertens van Dornicke, zijn tweede leermeester vanaf 1522, zichtbaar is.
Op het Britse Kanaaleiland Guernsey werd in 2024 in een privécollectie een onbekend werk ontdekt uit het atelier van Pieter Coecke van Aelst. Mogelijk is het van zijn hand. Het gaat om een triptiek, een religieus drieluik dat de aanbidding der wijzen toont. Op het linkse paneel staat Balthazar, op het rechtse de Heilige Jozef. Centraal staan Caspar en Melchior bij Maria en Jezus.
Coecke heeft ook glasramen ontworpen, onder andere voor de Sint-Katharinakerk in Hoogstraten en de Onze-Lieve-Vrouwekathedraal van Antwerpen.

### Galerij

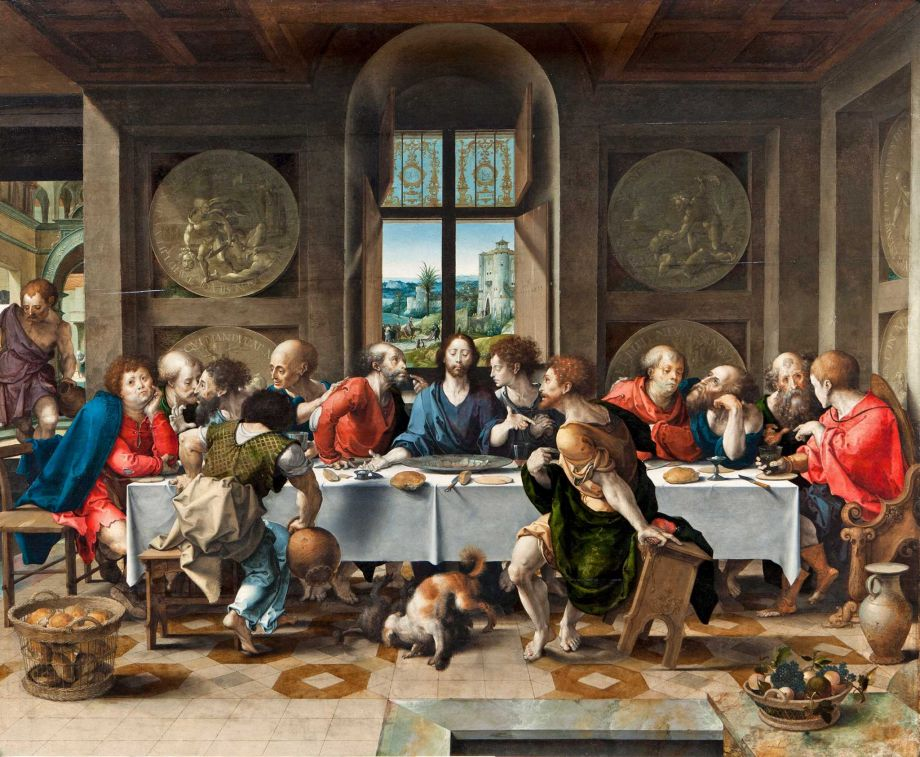
Laatste Avondmaal (1530), 61,4 x 77 cm.
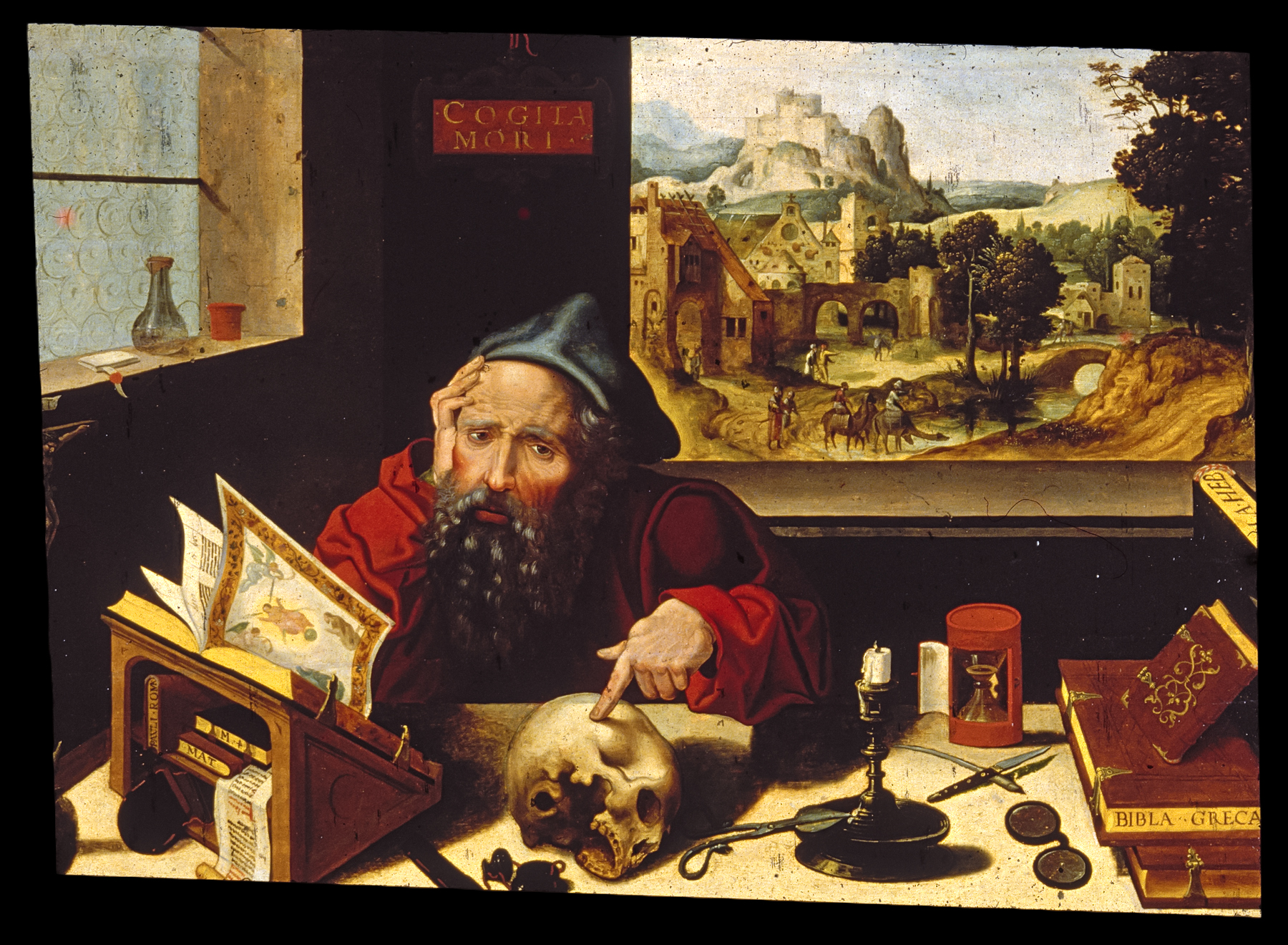
De Heilige Hiëronymus in zijn studie
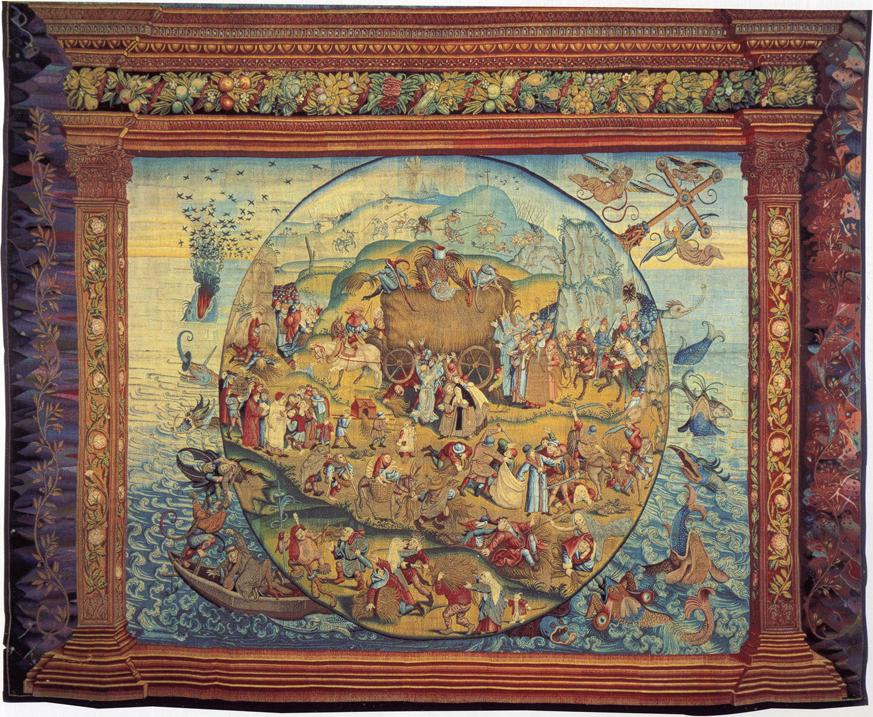
Onbekend Brussels atelier - Hooiwagen - Madrid, Koninklijk Paleis
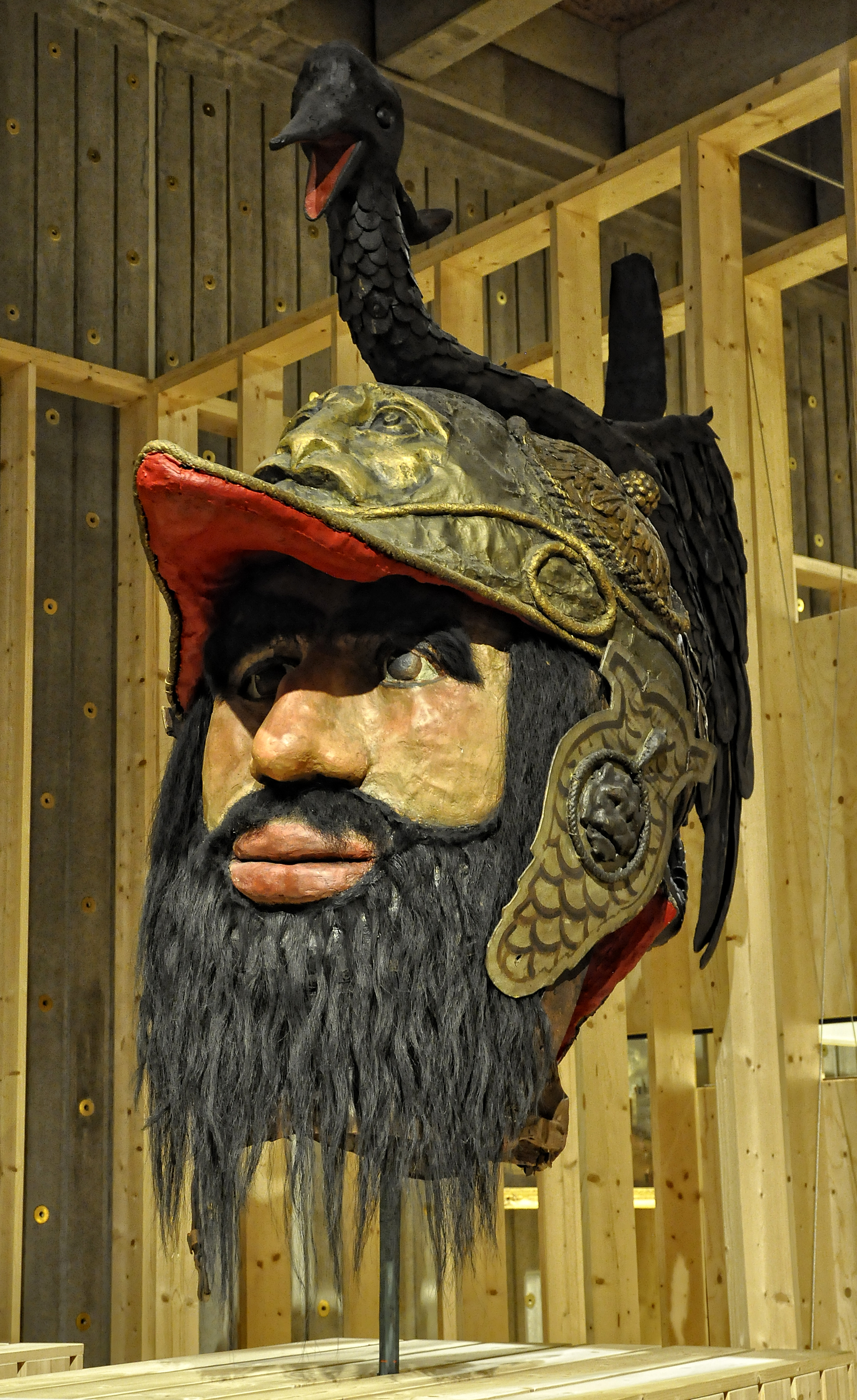
Het hoofd van reuzegom Druon Antigoon, in het Museum aan de Stroom, vervaardigd door Pieter Coecke van Aelst in 1534-35 uit papier-maché, touw, metaal en haar
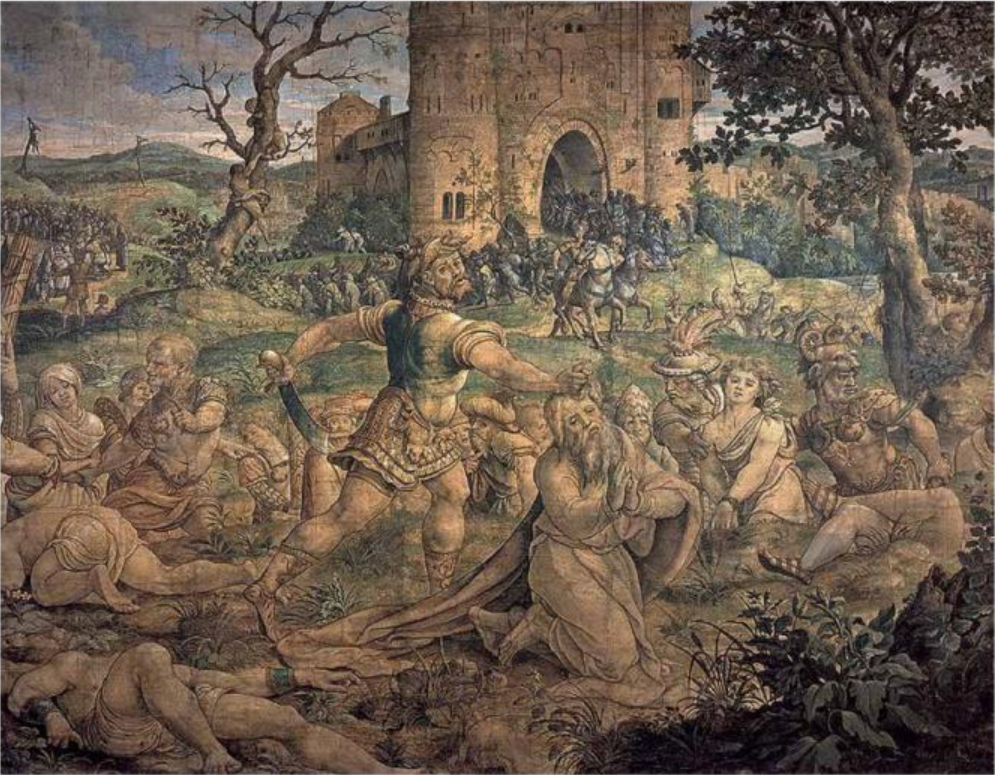
Martelaarschap van Paulus, ca. 1535; een van de oudste volledige tapijtkartons die nog bewaard zijn (nu in het Broodhuis in Brussel
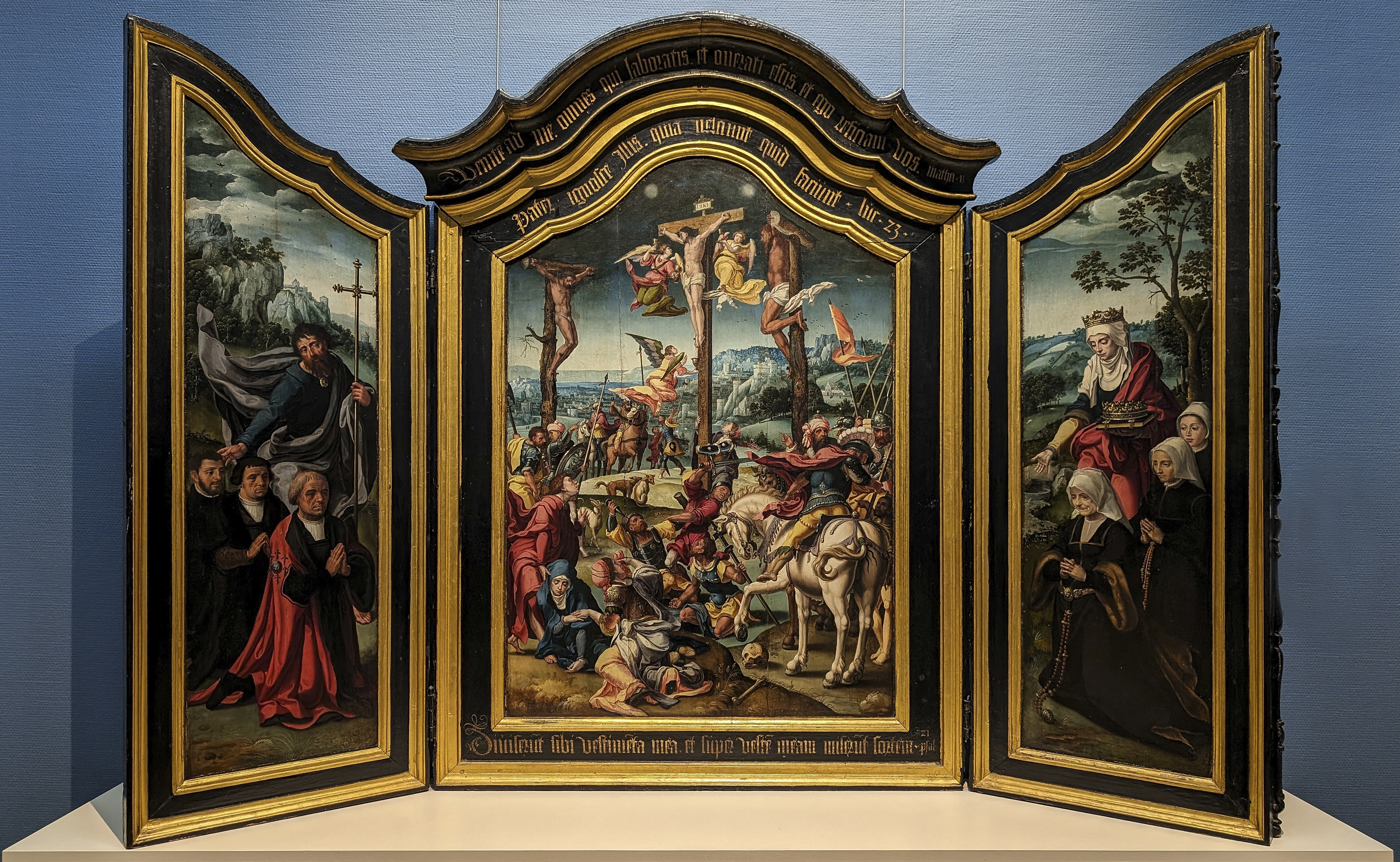
Triptiek met de Kruisiging en donors in de National Gallery of Ireland

### Wandtapijten (selectie)
- Leven van de Heilige Paulus
- De triomf van de zeven hoofdzonden
- Leven van Jozua
- Leven van Abraham

### Schilderijen (selectie)
- Het Laatste Avondmaal (1530) in het Museum voor Schone Kunsten te Luik (stad)
- De Heilige Hiëronymus in zijn studie
- De aanbidding der wijzen
- De annunciatie (voorzijde); De heilige Drie-eenheid (achterzijde), Trudo-abdij te Sint-Truiden

### Boeken (selectie)
- Die inventie der colomnen (1539) (MS in de Rijksuniversiteit Gent)
- Pierre d'Aelit, IIIme Livre de l’architecture Sebastiee Serlii (Antwerpen, 1545)
- Die gemaynen Reglen von der Architecktur, vber die funff manieren der gebew, zw wissen, Thoscana, Dorica, Ionica, ... (1558)

## Eerbetoon
- Naar hem werd de Pieter Coeckestraat genoemd in Aalst.